# L’Entreprenant

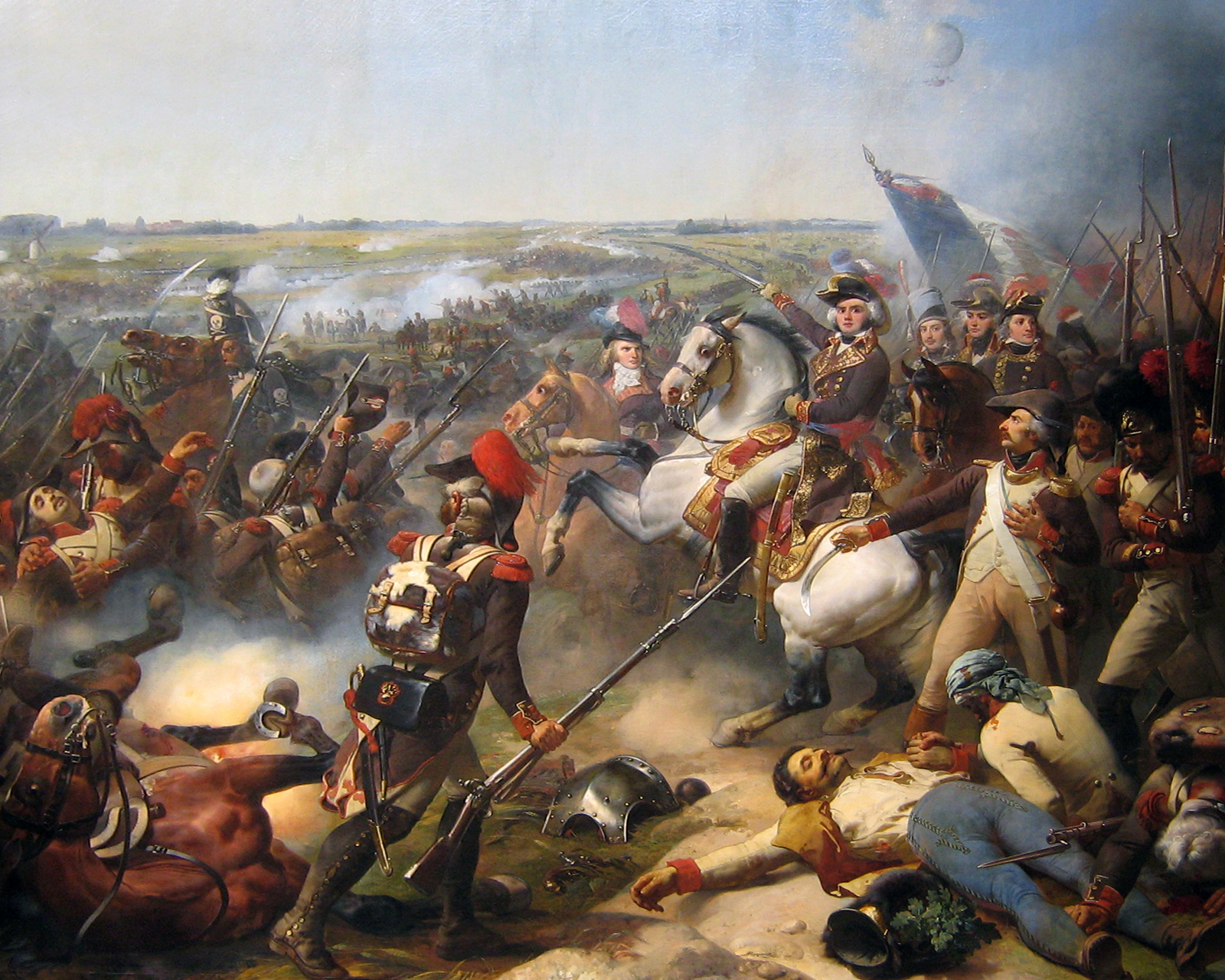
Balon L’Entreprenant widoczny w prawym górnym rogu obrazu bitwy pod Fleurus.

L’Entreprenant – francuski balon gazowy który wyróżnił się podczas bitwy pod Fleurus w 1794 roku, w czasie wojny Francji z pierwszą koalicją.

## Historia
24 listopada 1793 roku francuski Komitet Ocalenia Publicznego podjął decyzję o budowie balonu obserwacyjnego. Decyzja ta oznaczała pierwsze wojskowe wykorzystanie statku powietrznego. Za projekt realizowany w byłej posiadłości królewskiej w Meudon odpowiadał fizyk Jean-Marie-Joseph Coutelle. Jego asystentem był inny fizyk, Nicolas-Jacques Conté. Balon był gotowy 29 marca 1794 roku; nadmuchiwało się go w ciągu około piętnastu godzin wodorem produkowanym na miejscu przy użyciu pieców. Przeprowadzono test lotu na wysokości 682 metrów nad Sekwaną. Na pokładzie balonu Coutelle przeprowadzał dalekosiężne obserwacje za pomocą teleskopu. 2 kwietnia powstała pierwsza jednostka balonowa Compagnie d’aérostiers produkująca balony, której dowódcą był Coutelle. Jednostka dołączyła do Armii Sambry i Mozy, która walczyła pod Maubeuge i 2 czerwca przeprowadziła pierwszy lot obserwacyjny pod ogniem austriackiej artylerii. Następnie w dniach 24–25 czerwca jednostka przeniosła się do Charleroi, przeciągając nadmuchany balon na odległość ponad 45 kilometrów (produkcja wodoru była zbyt skomplikowana i czasochłonna), aby przeprowadzić obserwacje. 26 czerwca 1794 roku we Fleurus dwaj baloniarze – Coutelle i generał Antoine Morlot – poinformowali francuski sztab generalny o ruchach Austriaków. Zwycięska dla Francuzów bitwa pod Fleurus była pierwszym zwycięstwem militarnym, do którego przyczynił się balon.
Podobny model, L’Intrépide, użyty w bitwie pod Würzburgiem w 1796 roku, jest przechowywany w Heeresgeschichtliches Museum w Wiedniu.
Na potrzeby wyprawy generała Napoleona Bonapartego do Egiptu, Coutelle zaokrętował swój sprzęt lotniczy na pokładach okrętów Patriote i L’Orient, które zostały zniszczone podczas bitwy pod Abukirem u wybrzeży Aleksandrii 1–2 sierpnia 1798 roku. Po powrocie do Francji Bonaparte, zwolennik wojny manewrowej, która nie sprzyjała bardzo statycznym balonom, 28 stycznia 1799 roku rozwiązał jednostki balonowe i szkołę w Meudon.
W 1802 roku L’Entreprenant kupił Étienne-Gaspard Robert (znany również jako Robertson), belgijski pasjonat balonów, przekonany, że loty balonem przyniosą mu majątek. Robert wyruszył do Petersburga na pokładzie tego balonu. Po drodze zatrzymał się w Hamburgu, gdzie po pewnych trudnościach i niepowodzeniach udało mu się 18 lipca 1803 roku, wznieść się balonem wraz z towarzyszem o nazwisku Lhoëst; przy tej okazji twierdził, że ustanowił rekord wysokości (niepotwierdzony certyfikatem) wynoszący 3679 sążni, czyli 7170 metrów.

## Opis
L’Entreprenant miał kształt kulisty o średnicy około 10 metrów i pojemności 523 m³, nadmuchiwany wodorem. Powłokę balonu zabezpieczoną przed wilgocią lakierem na bazie naturalnego kauczuku opracowali Coutelle i Conté; dzięki temu lakierowi L’Entreprenant mógł przez dwa miesiące pozostawać pełen gazu w Armii Sambry i Mozy.
Balon mógł unieść kosz, w którym znajdowali się dwaj mężczyźni, i osiągał wysokość 500 metrów, jednak w praktyce, aby być sprawnym operacyjnie, wystarczało mu wzniesienie się na wysokość 250–400 metrów.